# 庆丰镇 (建湖县)
庆丰镇，是中华人民共和国江苏省盐城市建湖县下辖的一个乡镇级行政单位。

## 行政区划
庆丰镇下辖以下地区：
庆丰社区、刘庄社区、唐庄社区、马庄村、东平村、东乔村、双河村、董徐村、朱港村、中陈村、东刘村、洪桥村、永安村、高丰村、谷庄村、华林村、胡王村、廖庄村、北秦村、吉庄村和北凌村。